# Mils bei Imst
Mils bei Imst é um município da Áustria, situado no distrito de Imst, no estado do Tirol. Tem 3,48 km² de área e sua população em 2019 foi estimada em 596 habitantes.